# Chiasognathus grantii
Chiasognathus grantii (Jelonek Darwina) – gatunek chrząszcza z rodziny Lucanidae.

## Występowanie
Występuje głównie w Argentynie i Chile.

## Opis gatunku
Może posiadać od 6 do 9 cm wielkości (samiec) oraz tylko 2 do 4 cm (samica). Samiec posiada duże żuwaczki służące do zabezpieczenia partnera oraz do walki z innymi samcami, u samicy wielkie żuwaczki nie występują. Został nazwany na cześć Karola Darwina.